# Station Morgny
Station Morgny is een spoorwegstation in de Franse gemeente Morgny-la-Pommeraye.

## Treindienst
| Serie | Treinsoort | Route                                                                                      | Bijzonderheden |
| ----- | ---------- | ------------------------------------------------------------------------------------------ | -------------- |
| K 45  | TER (SNCF) | Lille-Flandres – Douai – Arras – Albert – Amiens – Saint-Roch – Morgny – Rouen-Rive-Droite |                |
| P 45  | TER (SNCF) | Amiens – Saint-Roch – Morgny – Rouen-Rive-Droite                                           |                |